# Lyndon B. Johnson Space Center
Koordinaten: 29° 33′ 23″ N, 95° 5′ 15″ W
Das Lyndon B. Johnson Space Center (JSC) koordiniert seit 1961 das bemannte Raumfahrtprogramm der USA. Es befindet sich in Houston (Texas) und ist eine Einrichtung der NASA. Insgesamt werden auf dem 655 Hektar großen Areal mehr als 14.000 Mitarbeiter beschäftigt.
Das posthum nach dem ehemaligen US-Präsidenten Lyndon B. Johnson benannte Raumfahrtzentrum beherbergt das Mission Control Center (MCC) – der Funk-Rufname ist „Houston“, der Sitz des JSC –, von dem seit Gemini 4 im Juni 1965 alle bemannten Raumflüge geleitet werden. Zuvor lag die Führung beim Langley Research Center in Virginia, wo seit November 1958 die sogenannte Space Task Group untergebracht war. Diese war mit der Durchführung des Mercury-Programms beauftragt worden. Heute werden vom MCC aus die Flüge zur Internationalen Raumstation überwacht. Außerdem befindet sich am JSC das Ausbildungszentrum der US-Astronauten.

## Geschichte

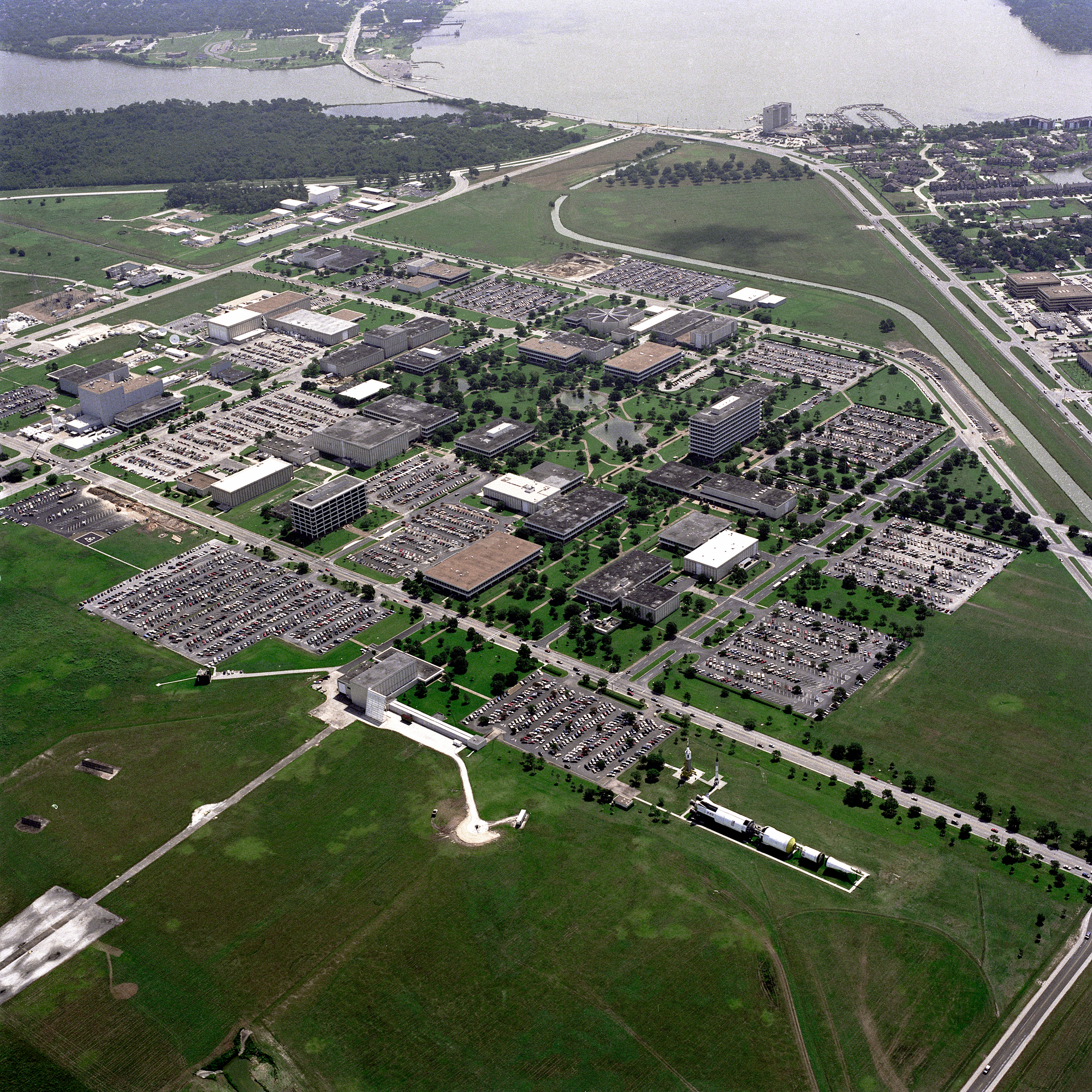
Luftaufnahme des Johnson Space Centers (1989)

Als US-Präsident John F. Kennedy im Mai 1961 das nationale Ziel ausgab, innerhalb eines Jahrzehnts einen Menschen zum Mond zu schicken und wieder sicher zurück zur Erde zu bringen, suchte die NASA nach einem Standort für ein neues Zentrum. Es sollte das Apollo-Programm der Raumfahrtbehörde bündeln und koordinieren.

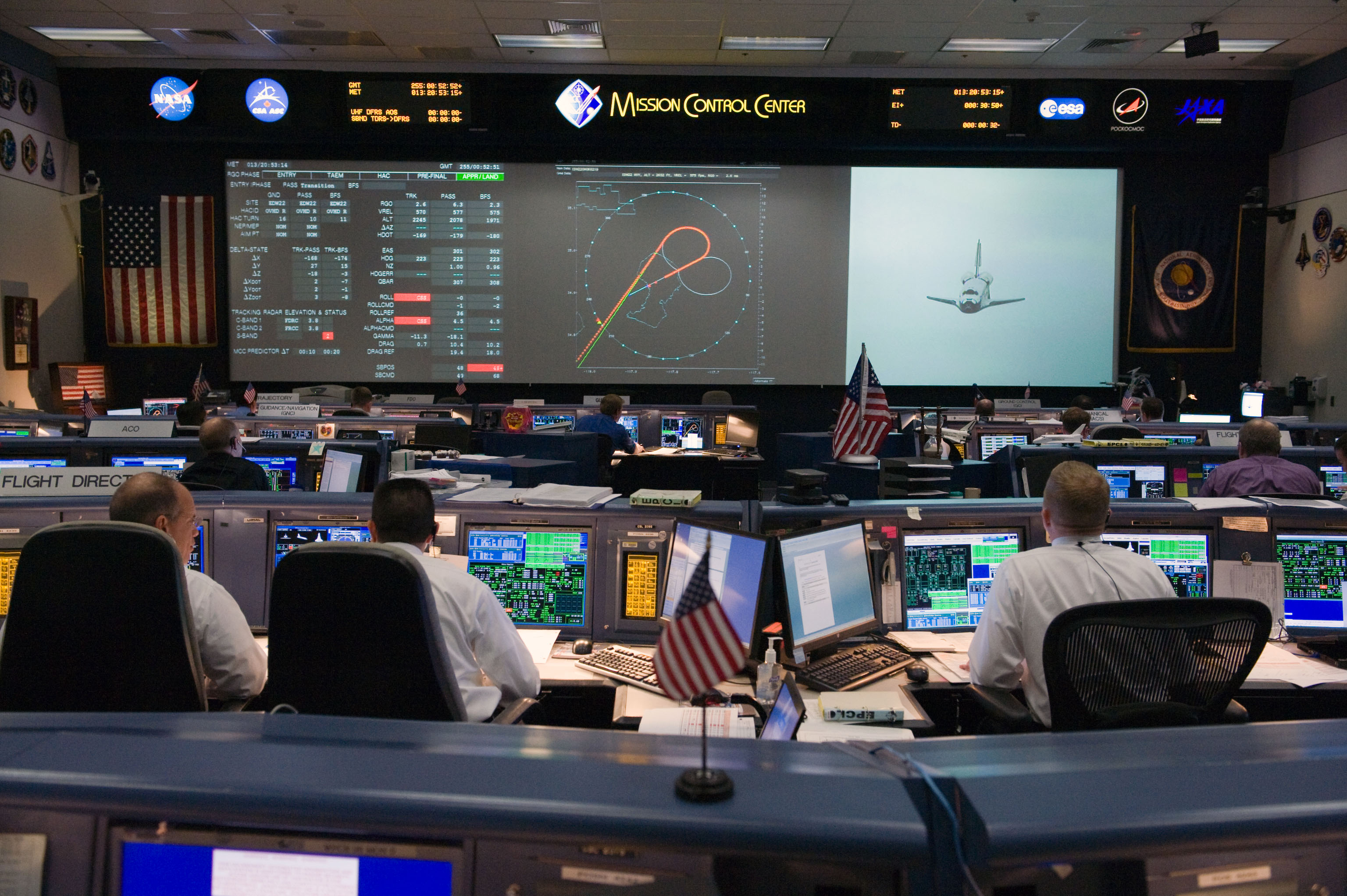
Blick in das Mission Control Center

Im August 1961 beauftragte NASA-Chef James E. Webb eine vierköpfige Gruppe unter der Leitung von John F. Parsons mit der Auswahl des passenden Geländes für die Space Task Group. 23 Standorte wurden bestimmt und jeder während einer zweiwöchigen Inspektionsreise besucht. Danach waren noch neun Gebiete im Rennen.

Das Parsons-Team favorisierte die MacDill Air Force Base in Tampa (Florida). Houston und ein Materialdepot in Benicia (Kalifornien) belegten die nächsten Plätze. Als die US-Luftwaffe ihre MacDill-Basis doch nicht, wie zunächst beabsichtigt, schließen wollte, fiel die Wahl für das neue NASA-Zentrum auf Houston und wurde von Direktor Webb am 19. September 1961 bekanntgegeben. Nur drei Tage später reisten die ersten Vertreter der US-Raumfahrtbehörde nach Texas.

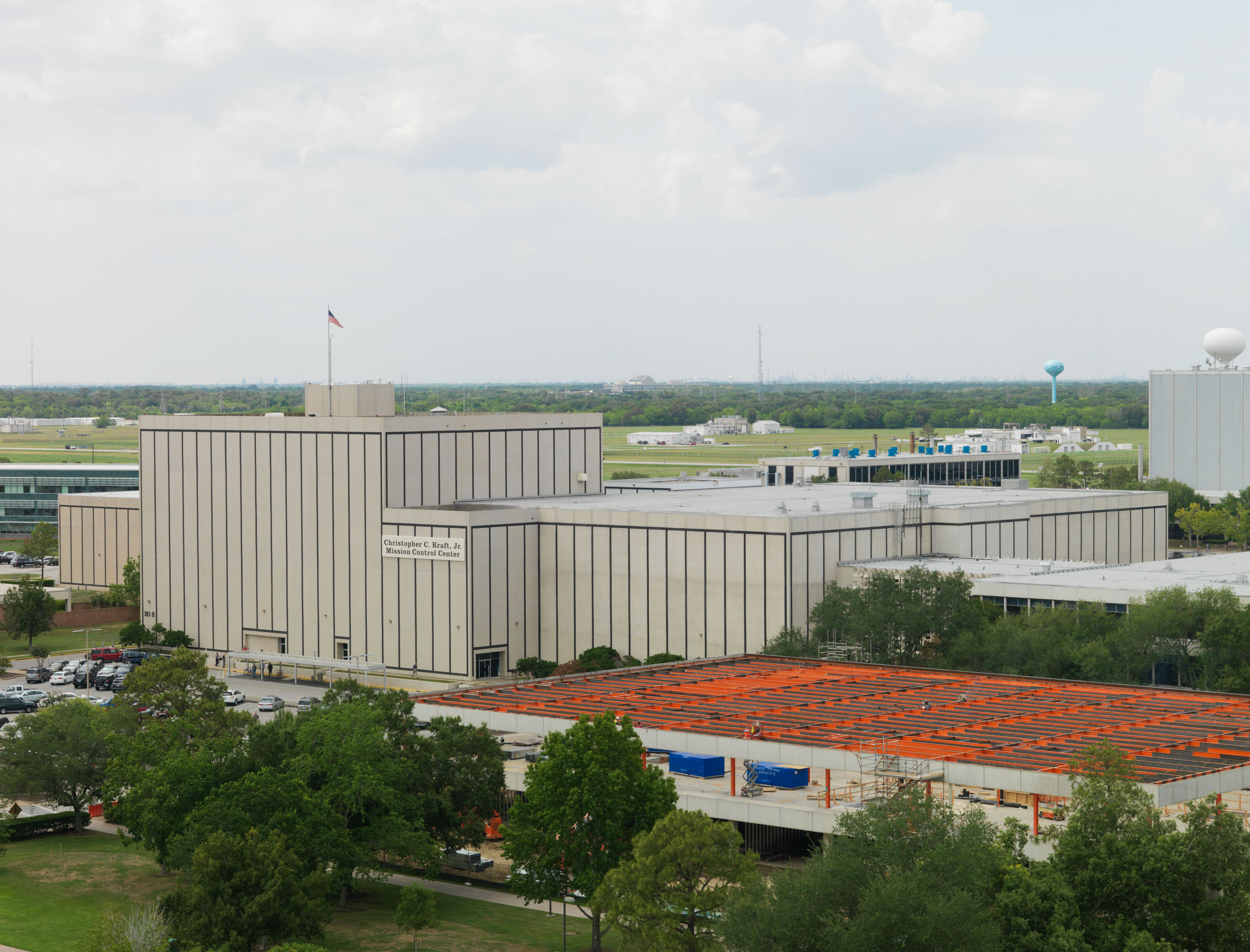
Christopher C. Kraft Jr. Mission Control Center (2011)

Als Gründungsdatum des Manned Spacecraft Center (MSC), wie das JSC ursprünglich genannt wurde, gilt der 24. Oktober 1961. An dem Tag bezog eine kleine NASA-Delegation einige Räume – zwei leerstehende Kleidungsläden – im Gulfgate Shopping Center im Osten der Stadt. Houston war über die Entscheidung der NASA, ihr neues Zentrum in der texanischen Metropole anzusiedeln, so begeistert, dass örtliche Firmen in kürzester Zeit und unentgeltlich die Räume in Büros umwandelten. Einige Stewardessen von Continental Airlines wurden sogar als Empfangsdamen ausgeliehen.
Das MSC wurde auf einem ungenutzten Gelände errichtet, das die Rice University der NASA schenkte. Bis dahin hatten Rinderherden auf den 400 Hektar gegrast. Das Land befindet sich im Südosten von Houston, im Bezirk Clear Lake, dem ehemaligen Vorort Clear Lake City, der 1977 eingemeindet wurde. Außerdem erwarb die NASA ein 240-Hektar-Gelände, um eine direkte Anbindung an die Autobahn zu haben. Zusammen mit einem brachliegenden Ölbohr-Grundstück verfügte die Raumfahrtbehörde über 655 Hektar Land.
Um so schnell wie möglich Bedienstete nach Houston umzusiedeln und mit der Arbeit zu beginnen, während auf dem neuen Areal das MSC errichtet wurde, mietete man ein halbes Dutzend Büroräume und Gebäude von Firmen. So funktionierte man die Studios der University of Houston, in denen das interne Fernsehprogramm produziert wurde, zur Computerzentrale um und der Maschinenpark kam bei einer Getränkefirma unter. Die meisten Mitarbeiter wurden in den Baracken des alten Air-Force-Flugplatzes Ellington Field einquartiert. Um sich zurechtfinden zu können, benutzten sie Lagepläne, auf denen die verschiedenen provisorischen Standorte eingetragen waren.
Das MSC nahm am 1. März 1962 seinen Betrieb (in den gemieteten Gebäuden) auf, als der Direktor der neuen NASA-Einrichtung, Robert R. Gilruth, seine Büros bezog. Nach einem knappen Jahr, die das Konstruktionsbüro für die Entwürfe benötigte, wurden im Dezember 1962 die Aufträge zum Bau der ersten 11 Gebäude vergeben. Insgesamt standen der NASA 60 Millionen US-Dollar im ersten Jahr für das MSC zur Verfügung. Nach einem Jahr waren die neuen Gebäude fertiggestellt und 2100 NASA-Mitarbeiter bezogen ihre Räume.
Alleine der Bau des MCC hatte umgerechnet 2,7 Milliarden Euro gekostet.
Am 17. Februar 1973 erhielt das MSC zu Ehren des ehemaligen US-Präsidenten Lyndon B. Johnson seinen heutigen Namen.

Das Mission Control Center, das den Namen Christopher C. Kraft Jr. Mission Control Center trägt, wurde im Oktober 1985 als Gebäude in das National Register of Historic Places eingetragen und zu einem National Historic Landmark erklärt.

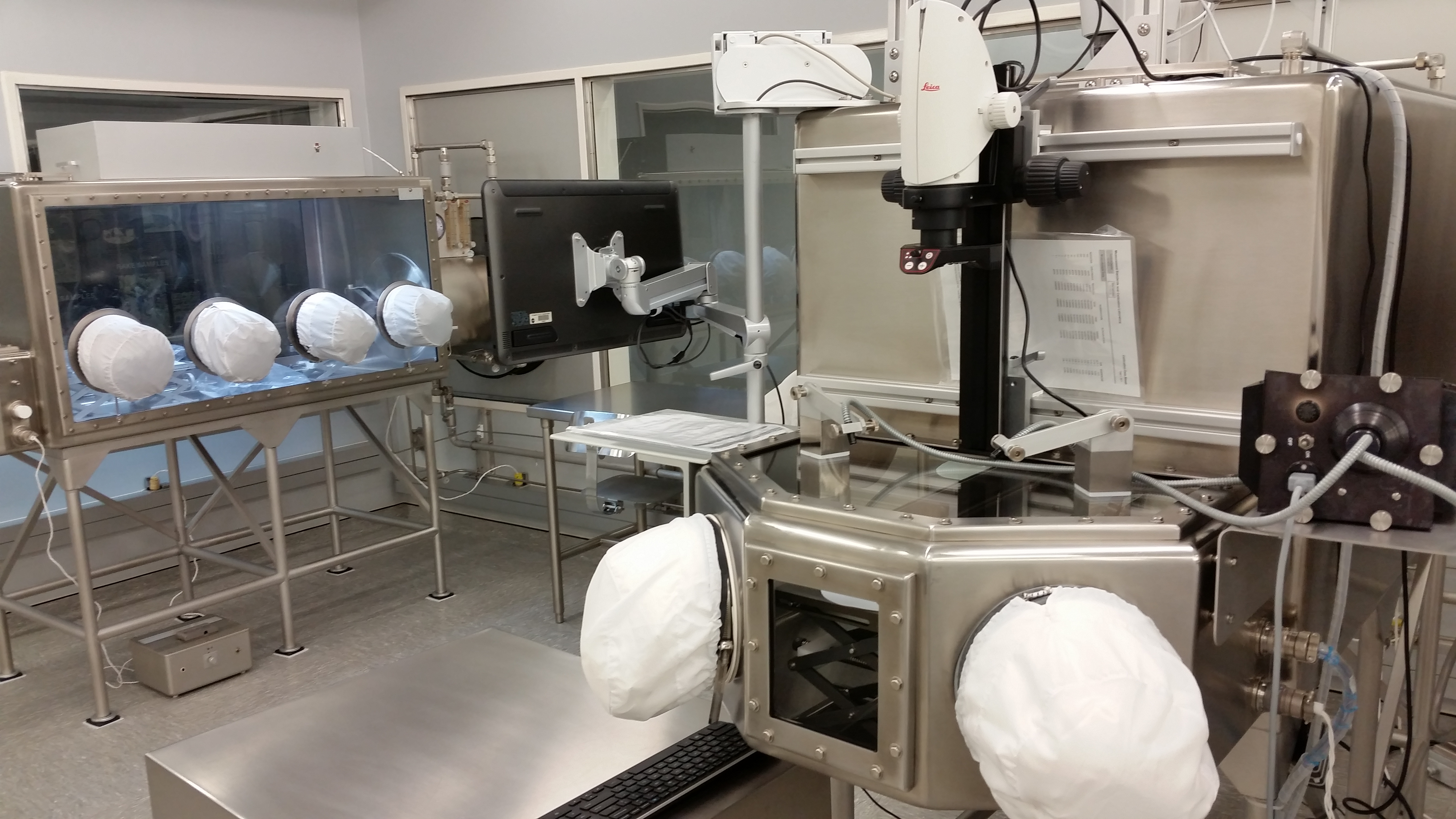
Lunar Sample Laboratory Facility
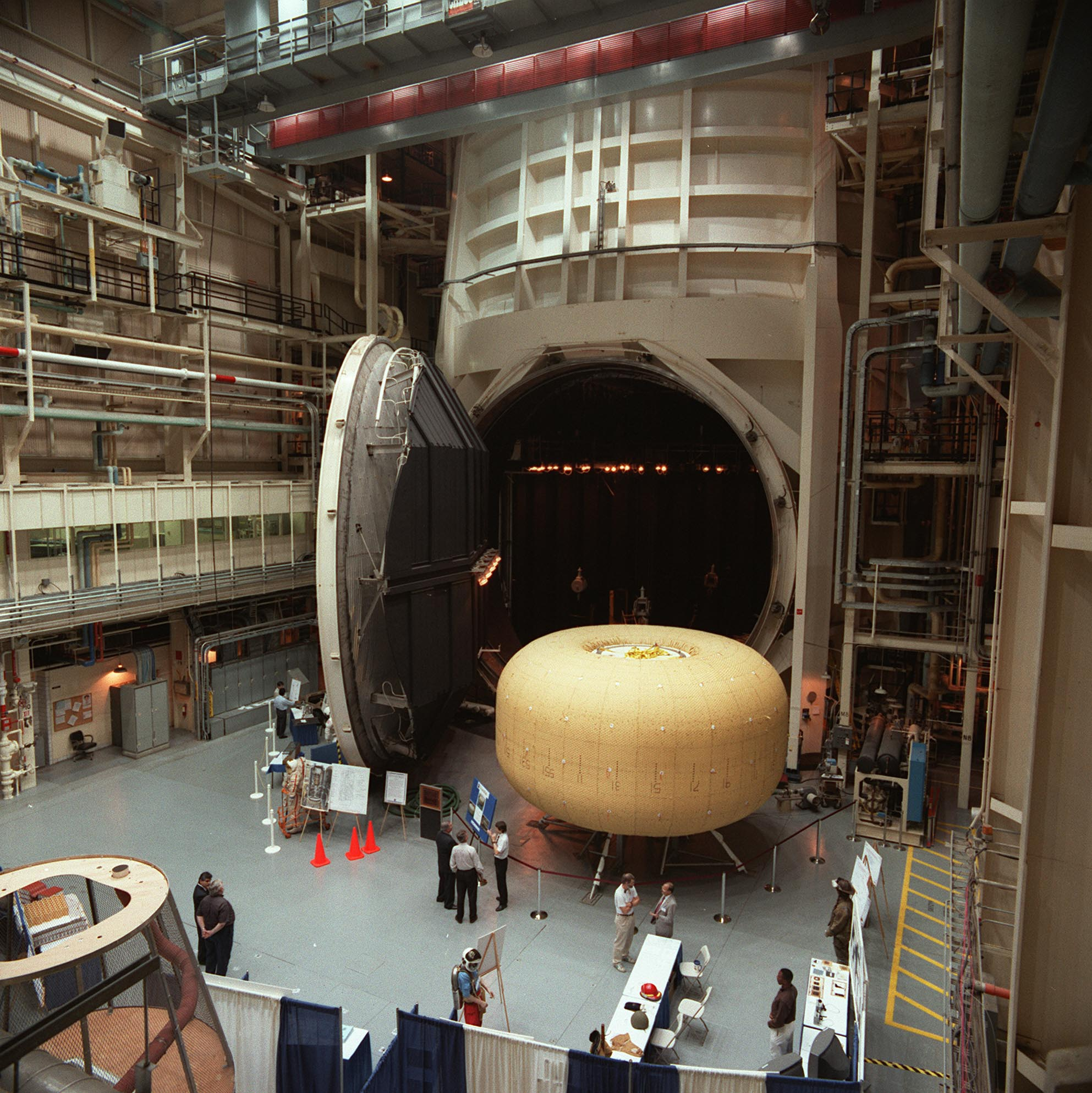
TransHab im Space Environment Simulation Laboratory
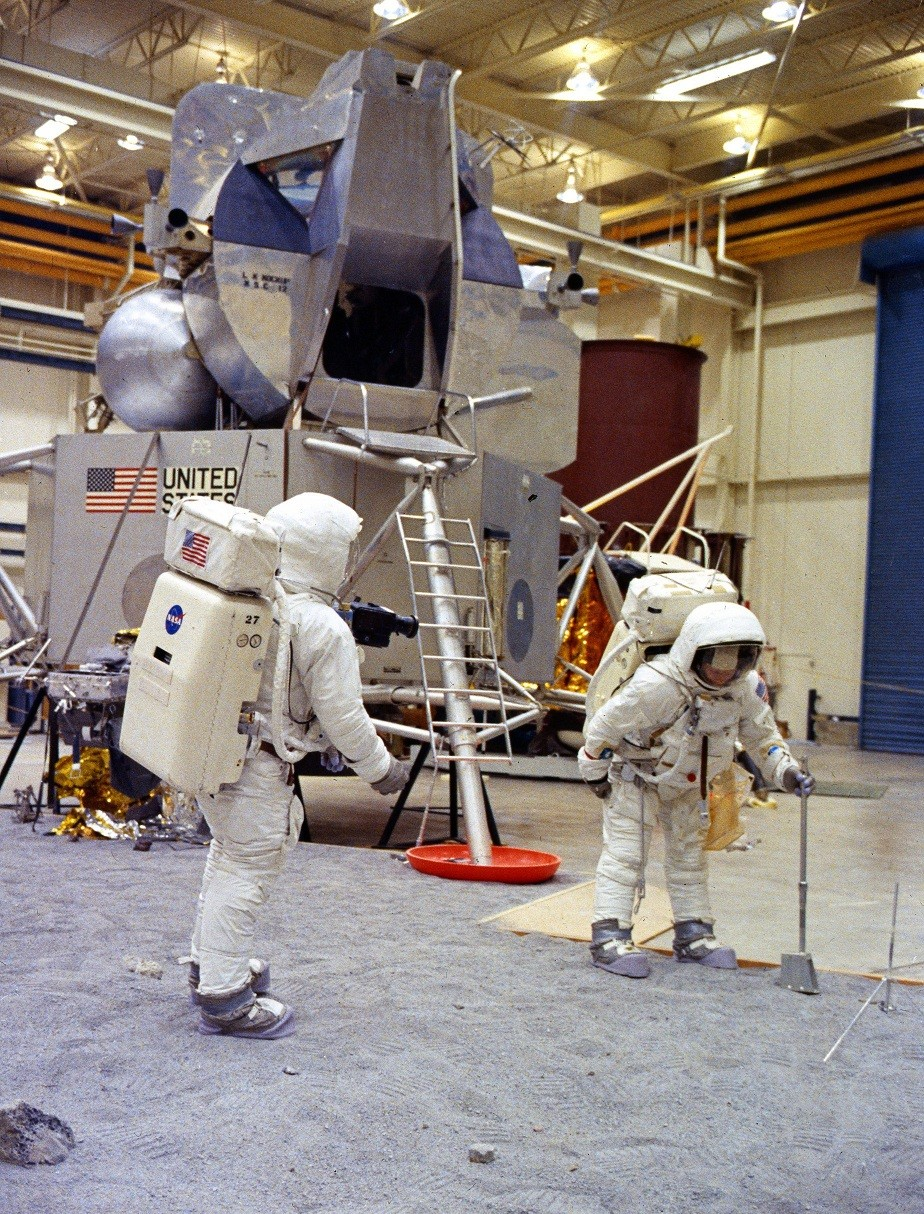
Neil Armstrong und Buzz Aldrin trainieren für Apollo 11
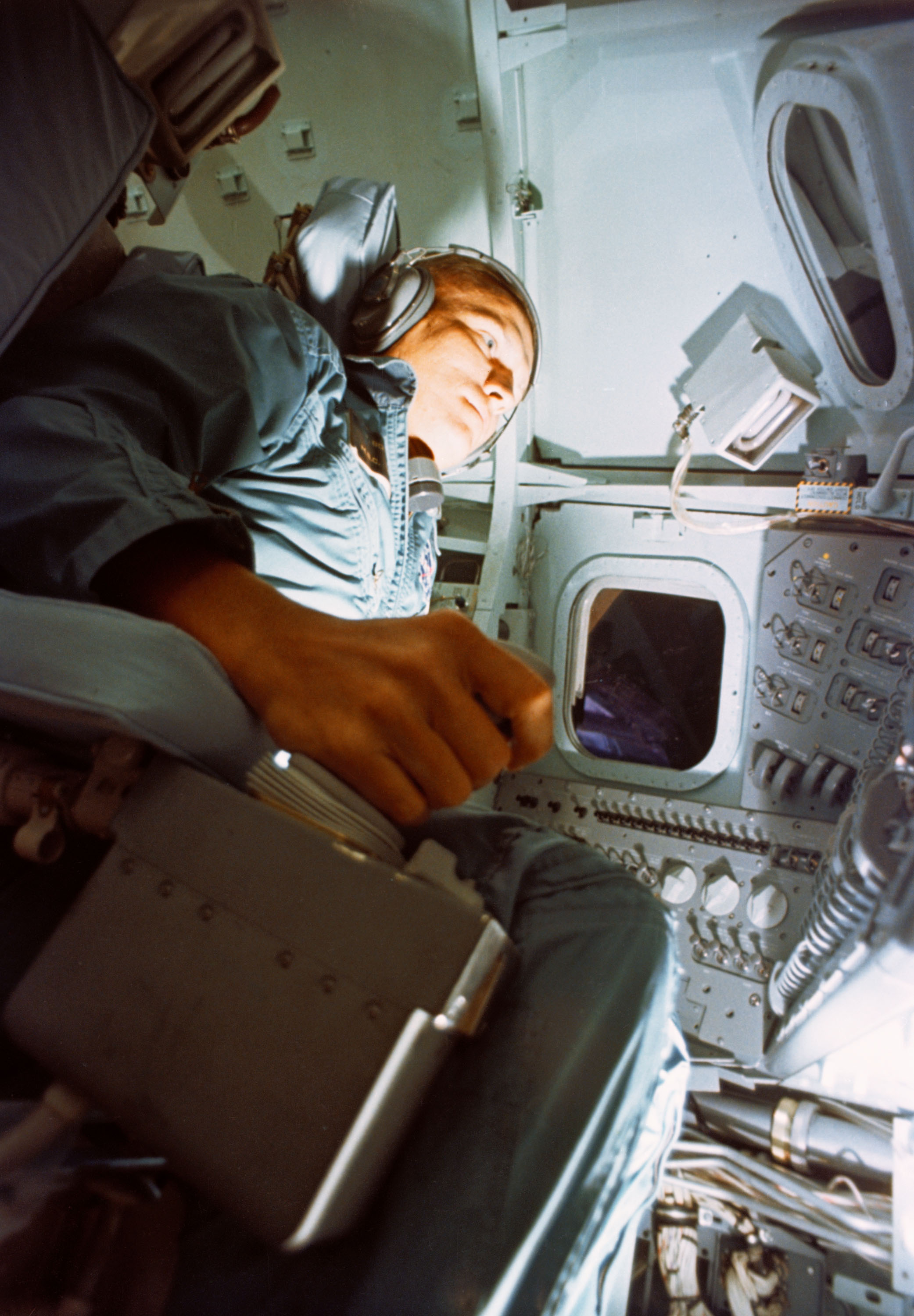
Frank Borman im Apollo-Simulator
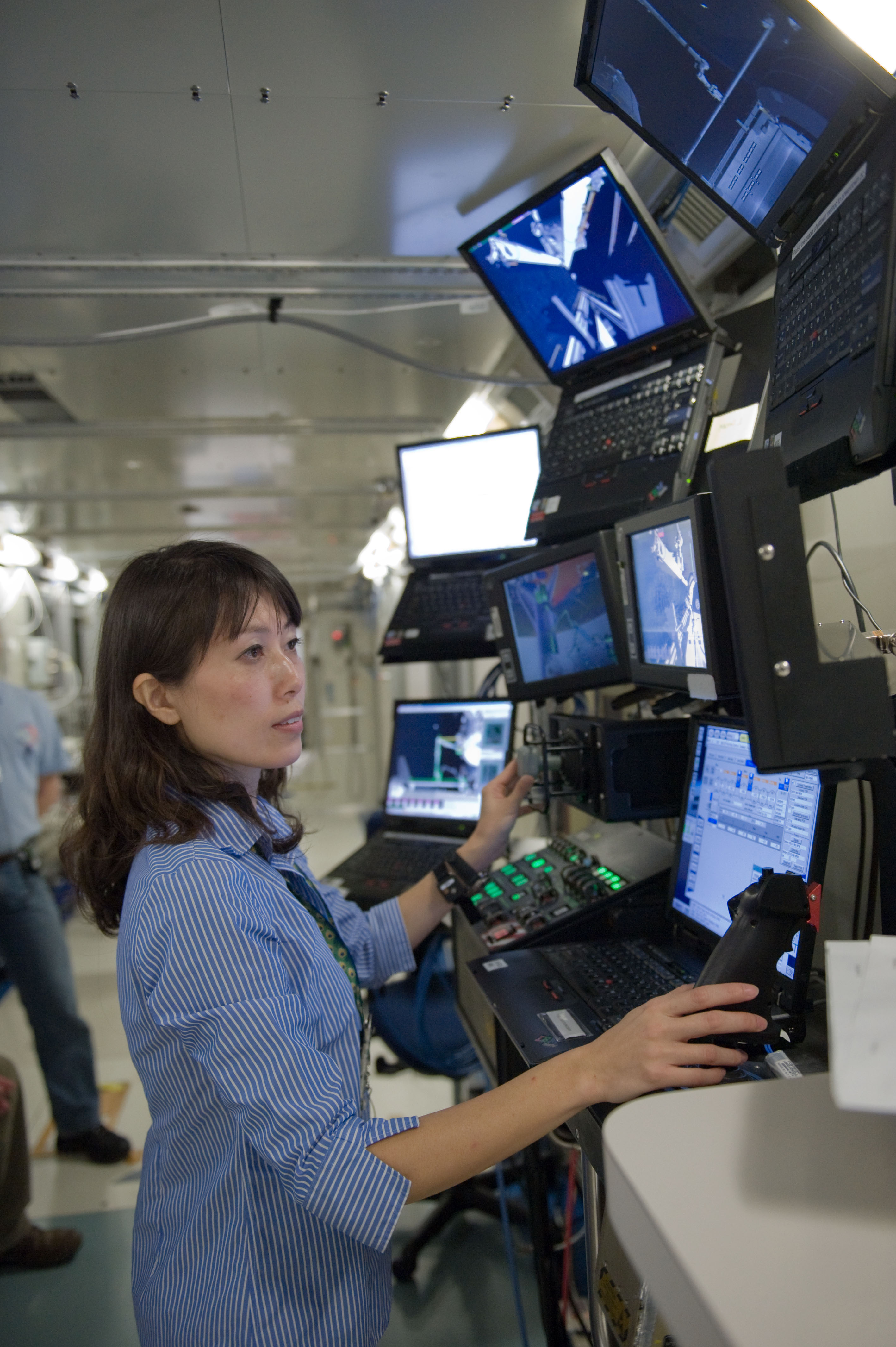
Naoko Yamazaki an einem OBSS-Simulator
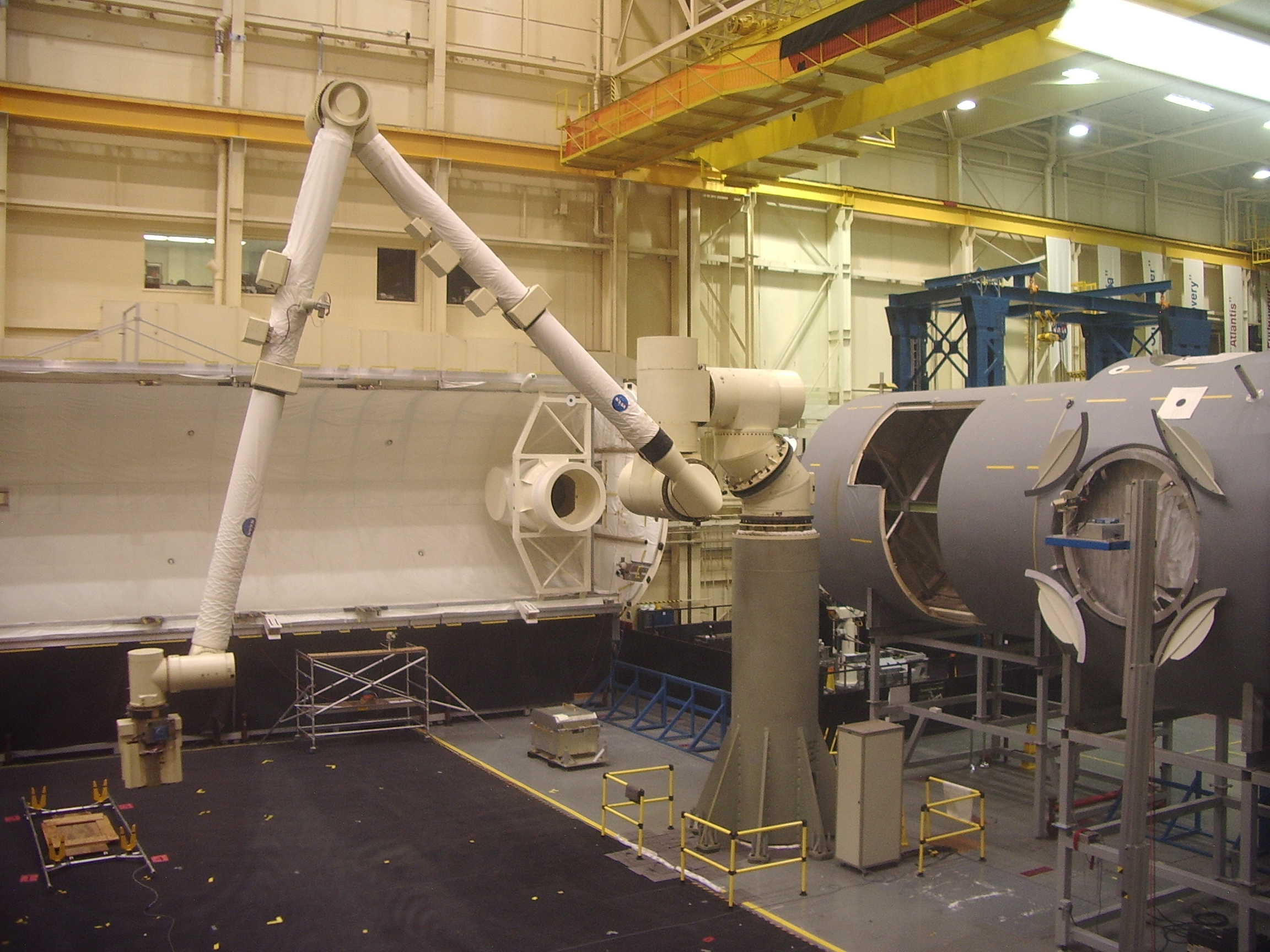
Roboterarm mit Mock-up eines ISS-Moduls und einer Space-Shuttle-Ladebucht
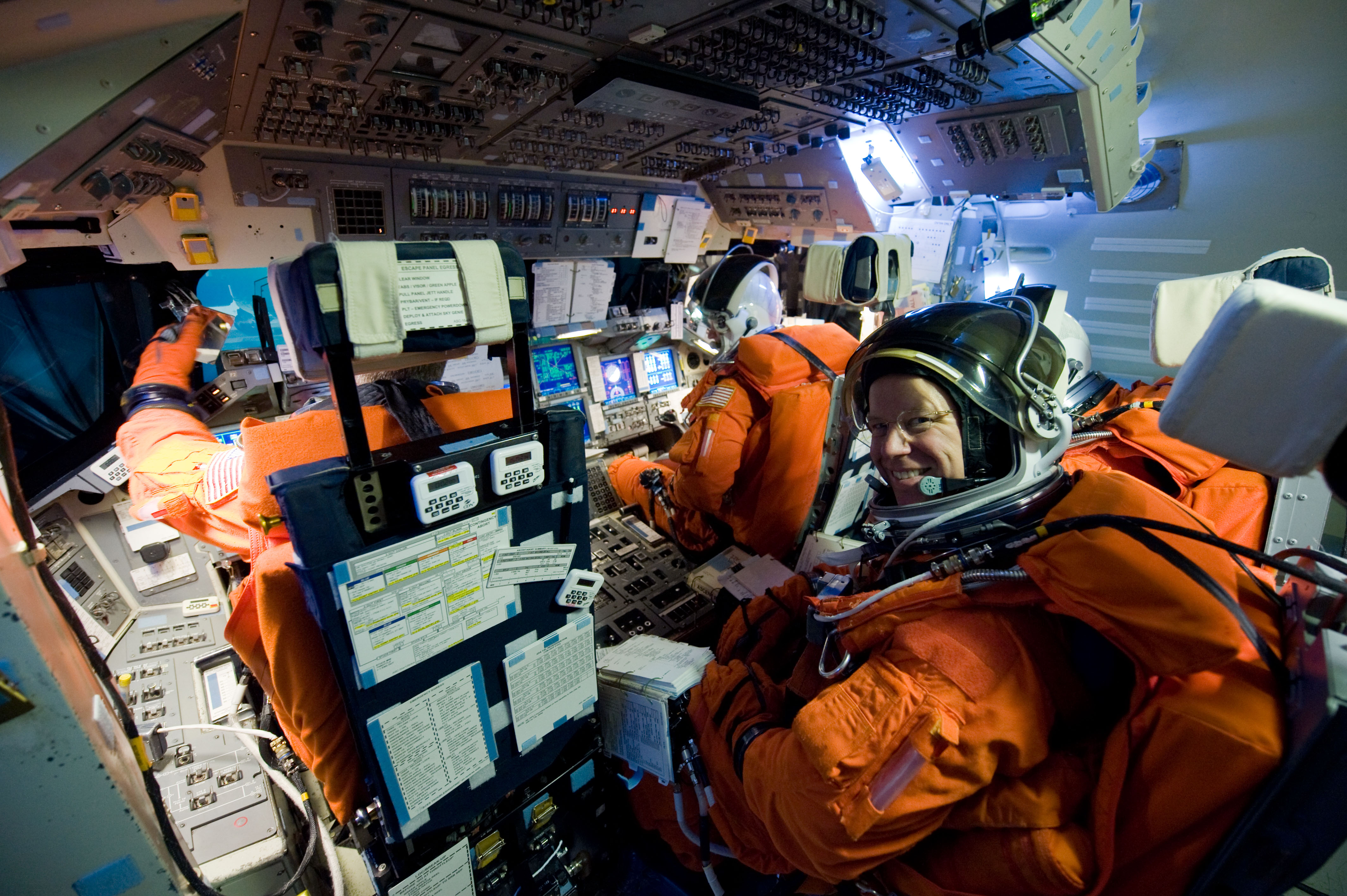
Astronauten in einem Space-Shuttle-Simulator
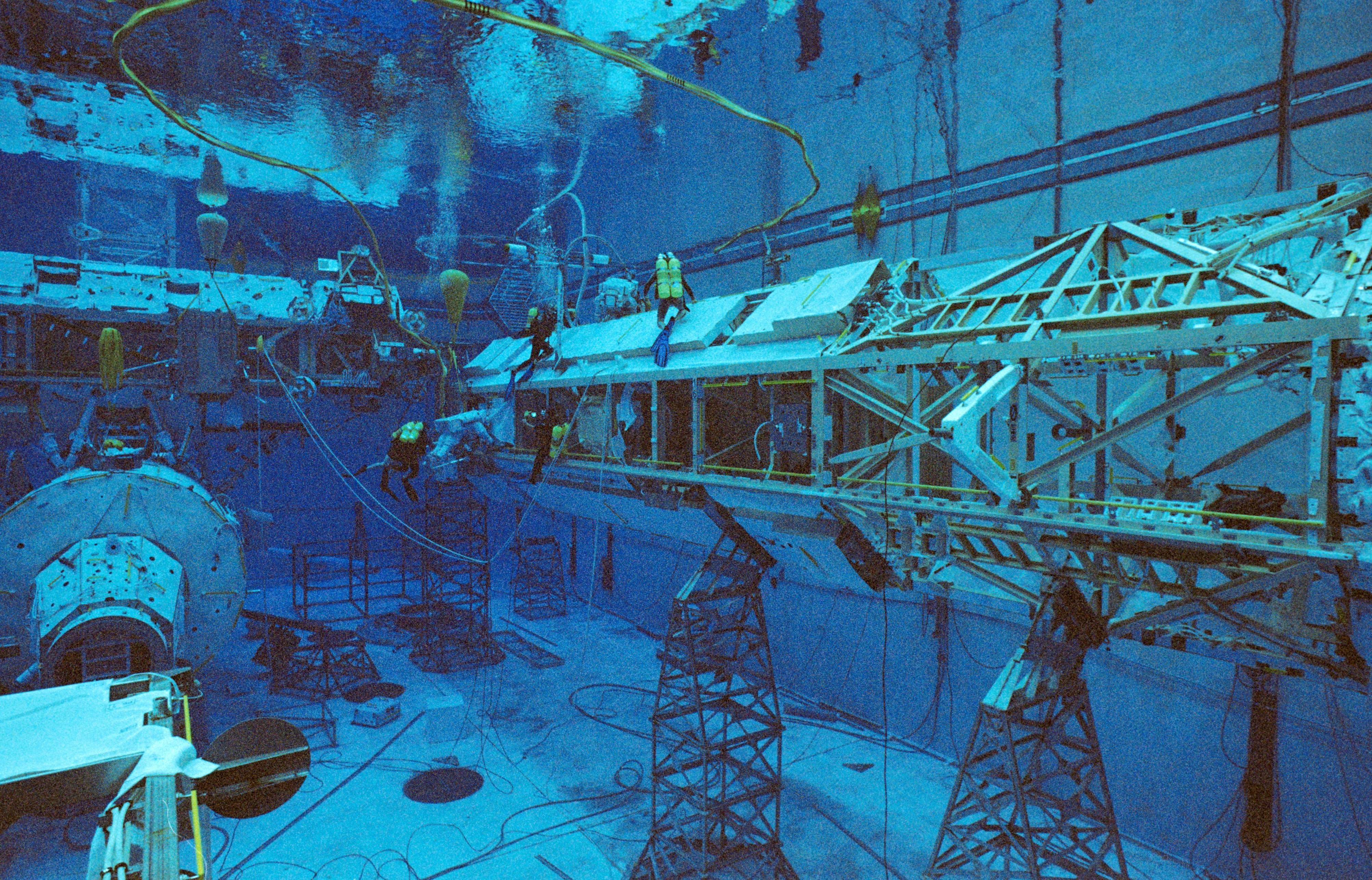
EVA-Training in einem Wasserbecken
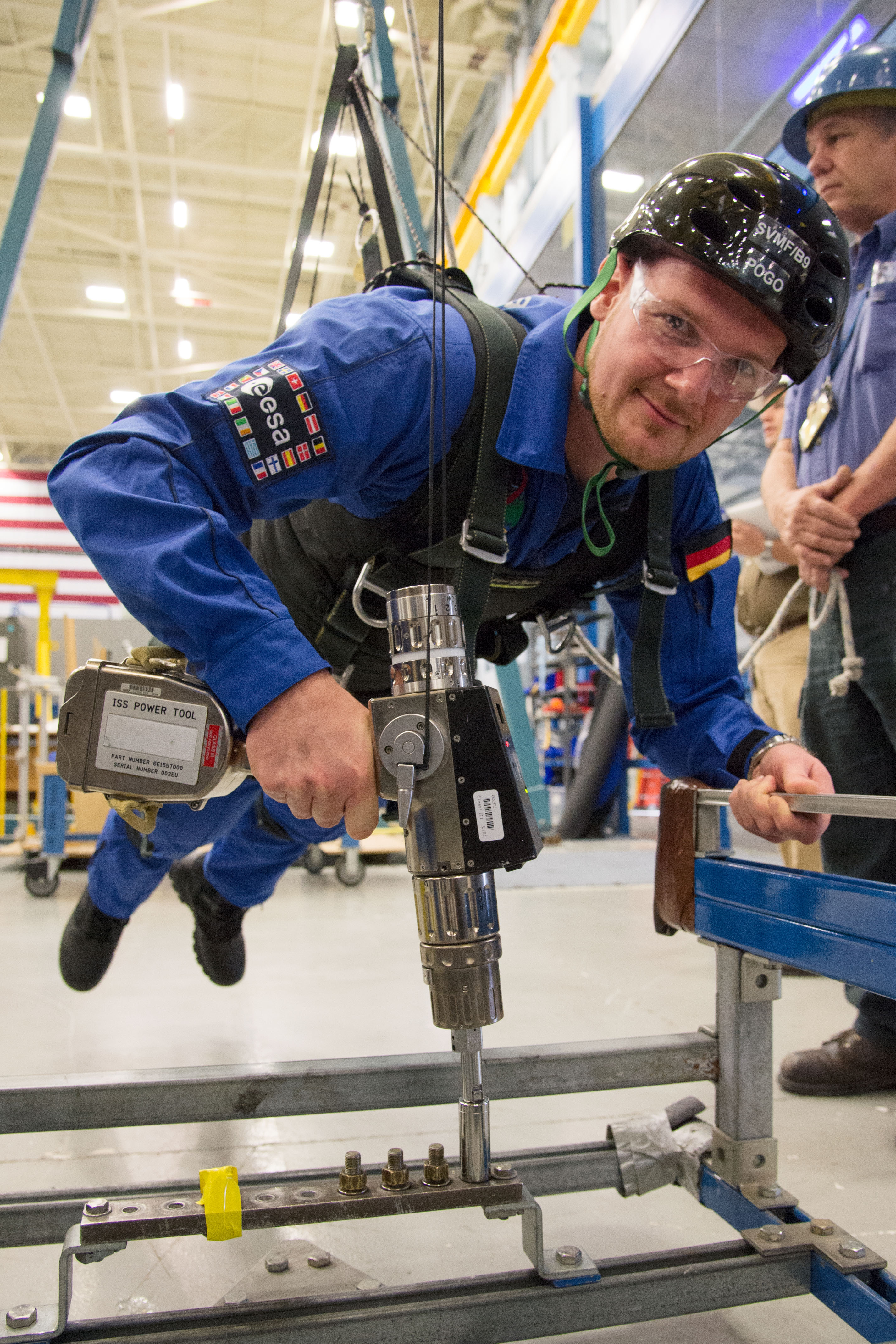
Alexander Gerst beim EVA-Training
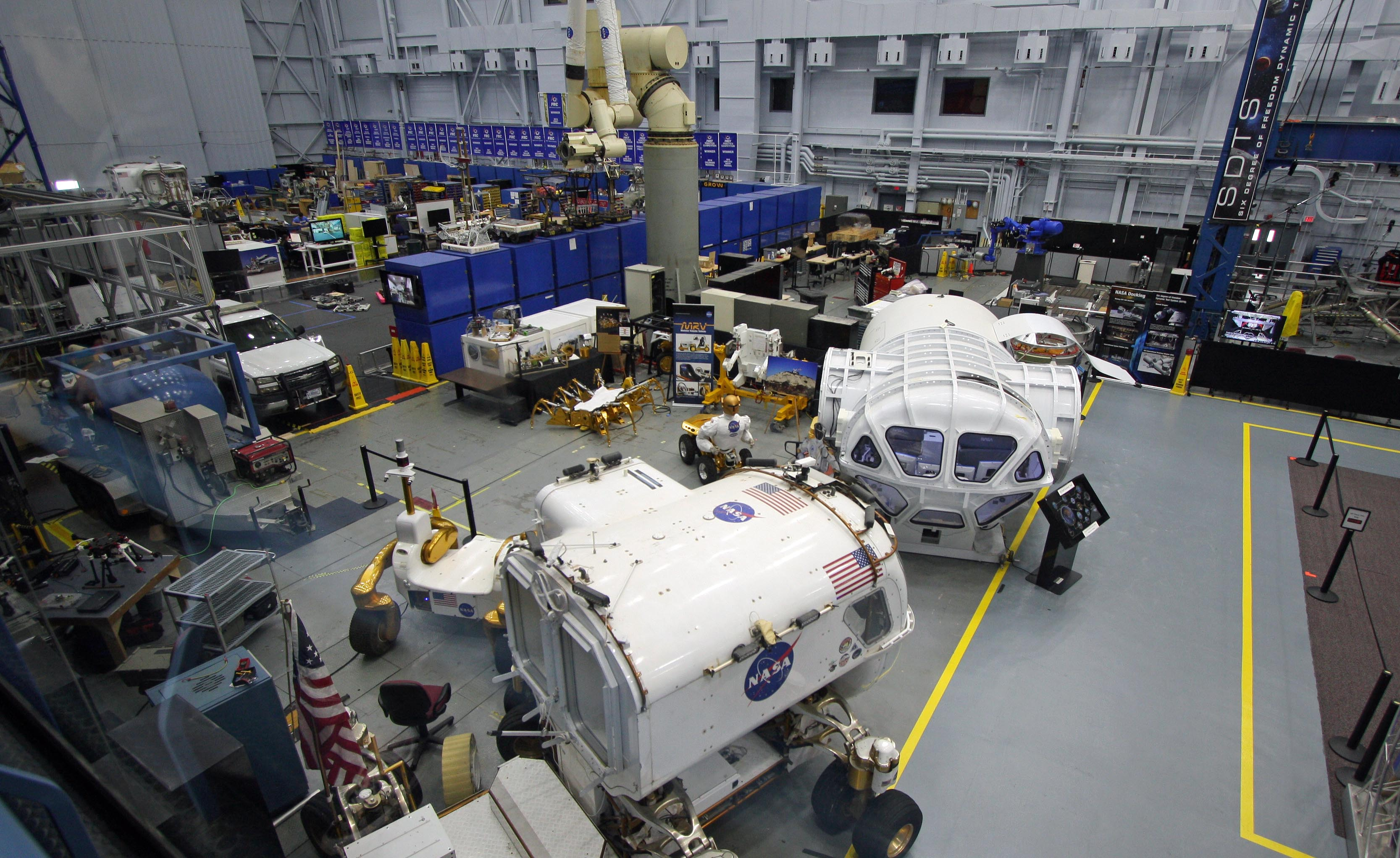
Multi-use Remote Manipulator Development Facility
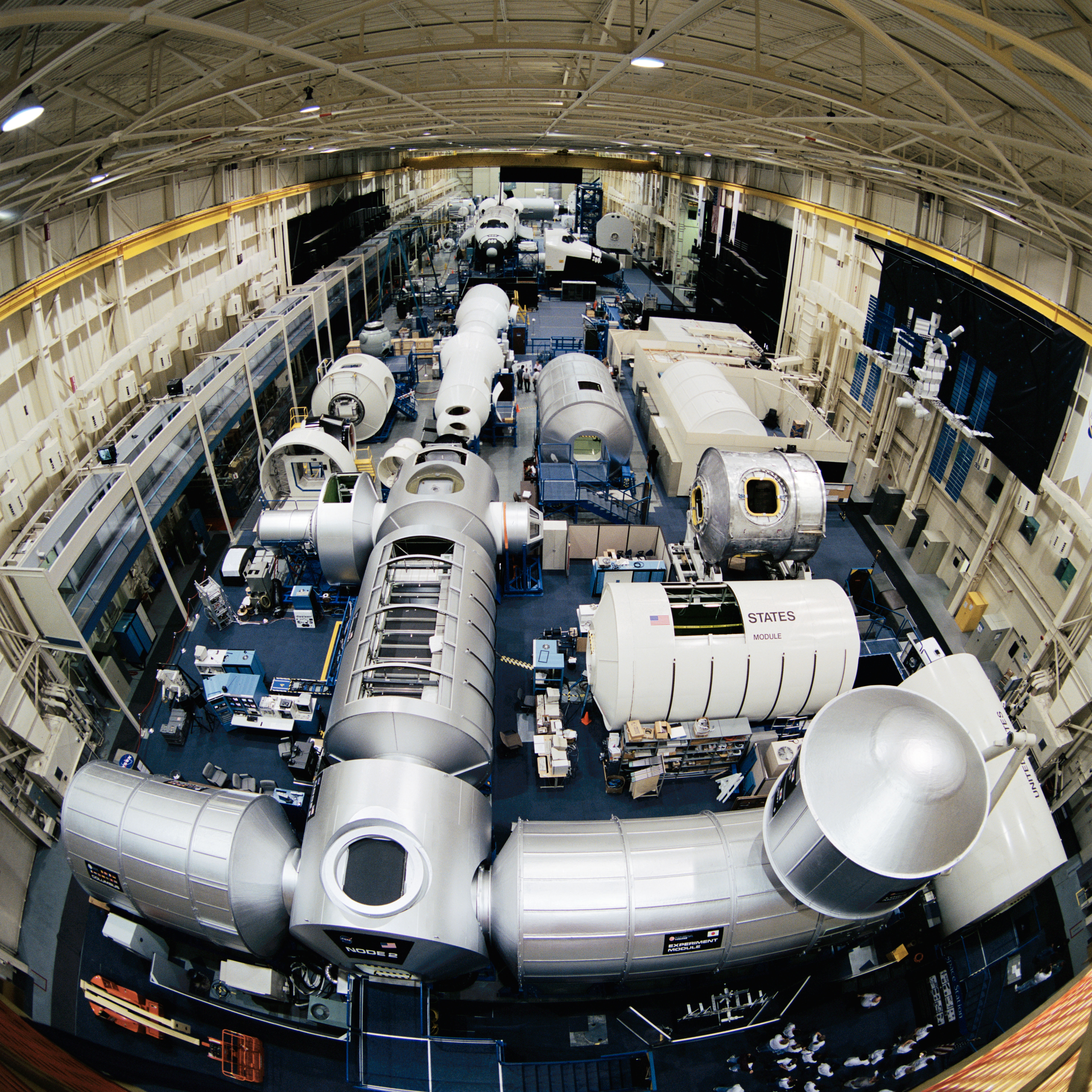
ISS-Mockup
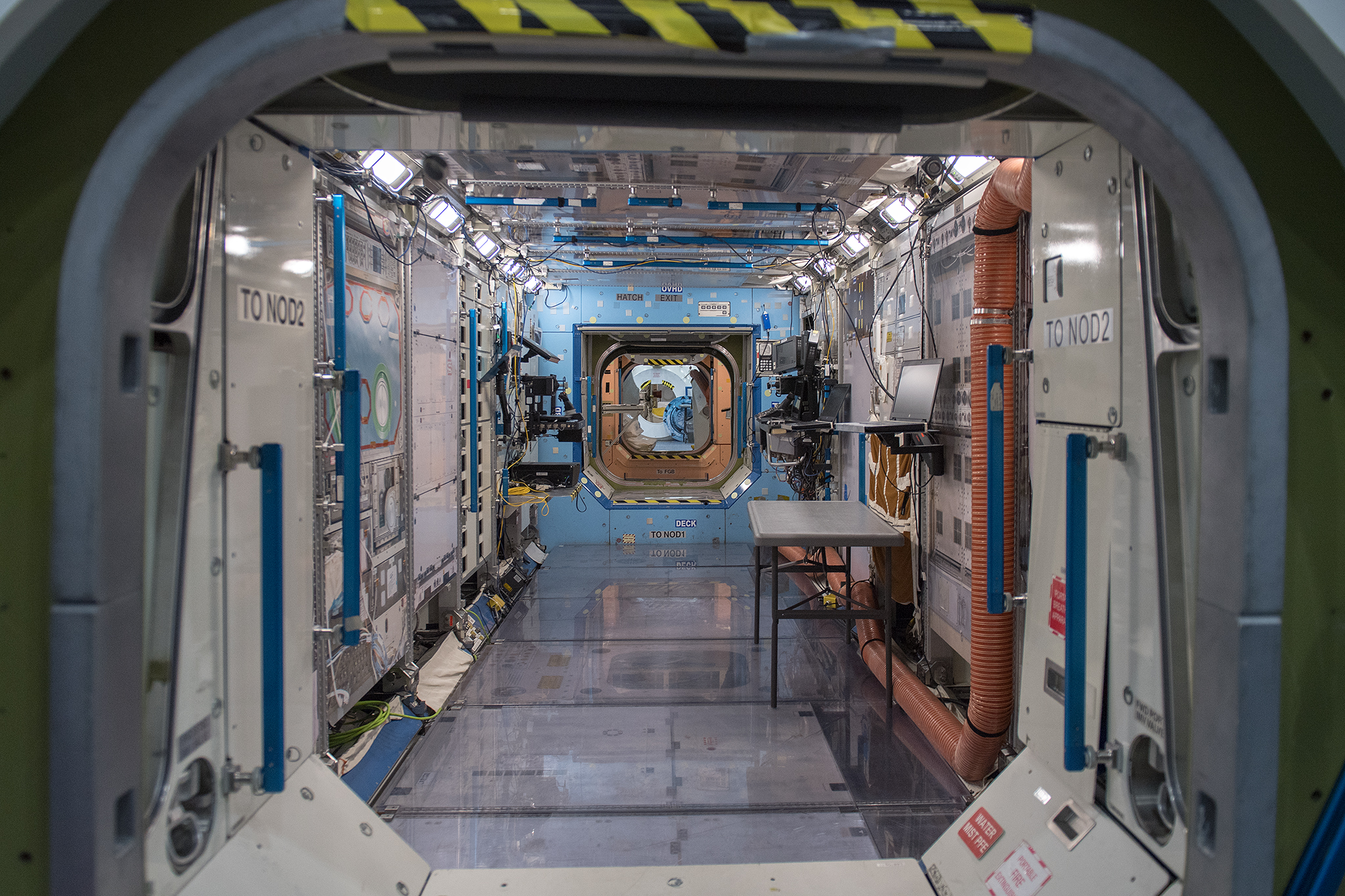
Im Inneren des ISS-Mockups
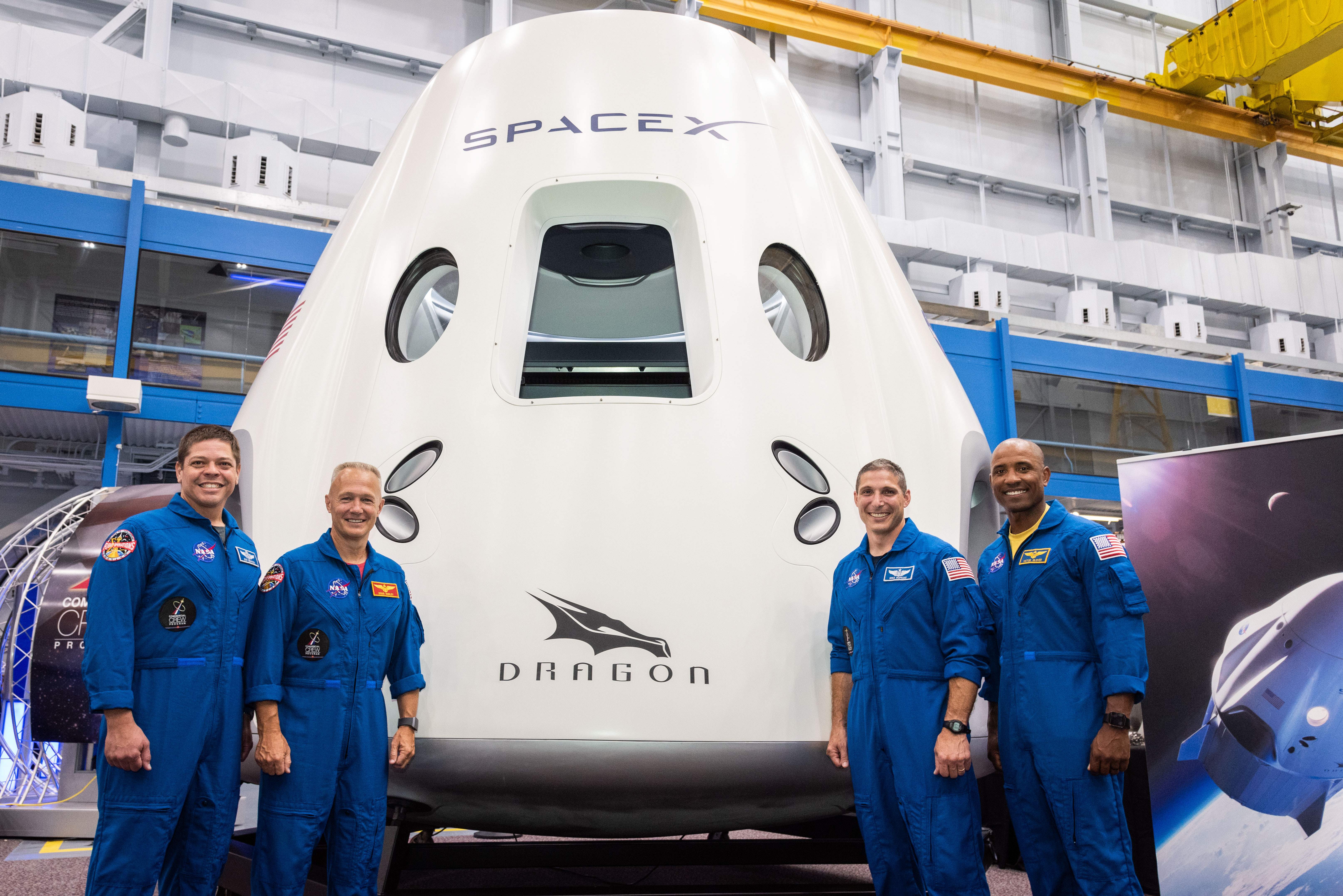
Crew und Ersatzcrew von SpX-DM2 vor einem Crew Dragon-Mockup
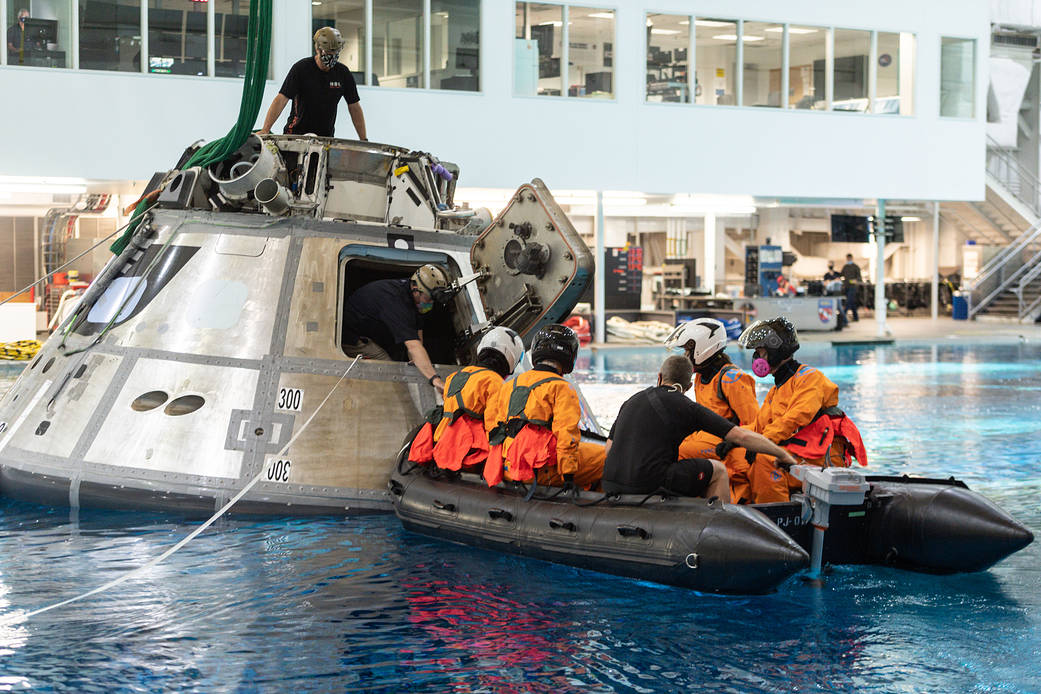
Crew von SpaceX Crew-3 trainiert einen Notfall

## Bisherige Leiter
Das JSC wurde in seiner Geschichte von folgenden Personen geleitet:
1. 11/1961 bis 01/1972: Robert Gilruth
2. 01/1972 bis 08/1982: Christopher C. Kraft
3. 08/1982 bis 01/1986: Gerald D. Griffin
4. 01/1986 bis 10/1986: Jesse Moore
5. 10/1986 bis 08/1993: Aaron Cohen
6. 08/1993 bis 01/1994: Paul Weitz (kommissarisch)
7. 01/1994 bis 01/1996: Carolyn Huntoon
8. 01/1996 bis 02/2001: George Abbey
9. 02/2001 bis 03/2002: Roy Estess (kommissarisch)
10. 03/2002 bis 11/2005: Jefferson Howell
11. 11/2005 bis 12/2012: Michael Coats
12. 01/2013 bis 05/2018: Ellen Ochoa[4]
13. 05/2018 bis heute: Mark S. Geyer